# مقاطعة فورسيث (كارولاينا الشمالية)
مقاطعة فورسيث (بالإنجليزية: Forsyth County)‏ هي إحدى مقاطعات ولاية كارولاينا الشمالية في الولايات المتحدة الأمريكية. مركز المقاطعة أو مقعدها هي مدينة وينستون-سالم. تأسست هذه المقاطعة سنة 1849.أصل هذه المقاطعة يأتي من: مقاطعة ستوكس.

## أعلام
- إدوين مونرو ستانلي
- هارولد بارو